# De resolutione et compositione mathematica
De resolutione et compositione mathematica (hrvatski: O analitičkom i sintetičkom u matematici) je djelo hrvatskoga matematičara i fizičara iz Dubrovnika Marina Getaldića. Napisao ga je na latinskom jeziku.
Getaldić se je bavio praktičnom primjenom matematike u rješavanju geodetskih problema. U ovom je djelu izložio zanimljiv pristup određivanja obujma Zemlje. Za rješenje je problema predložio vlastitu, čisto geodetsku metodu, objavljenu posmrtno u ovom djelu. U djelu ne obuhvaća astronomska mjerenja. Danas ova metoda danas nema praktične vrijednosti, ali je važna u povijesti znanosti zbog svoje izvornosti. U usporedbi sa sličnim onodobnim metodama davala je najtočniji rezultat.
Objavljeno je poslije Getaldićeve smrti 1630. godine u Rimu. Djelo je dao tiskati hrvatski isusovac Ignjat Tudušević, predavač na sveučilištu.